# 요산
요산(尿酸, 영어: uric acid, 문화어: 뇨산)은 퓨린계에 속하는 불용성 질소화합물로, 하얀색의 결정형태를 가지고 있다. 동물이 단백질을 섭취하면 단백질은 주로 탄소, 질소, 수소, 산소로 이루어져 있는데 이중 질소는 최종 배설형태로 암모니아를 내보낸다. 하지만 암모니아는 독성이 강하므로, 독성이 약한 요소나 요산 등으로 바꾸어야 하는데, 수생생물의 대부분은 암모니아 형태로 내보낸다. 인간과 같은 포유류, 양서류 등은 요소의 형태로 내보낸다. 요산의 형태로 내보내는 동물은 조류, 파충류, 곤충류 등이 있는데, 인간도 하루에 약 0.7g정도를 요산형태로 배출하고 있다. 인간의 경우 체내에 요산이 쌓이면 통풍이라는 질환에 걸린다.

## 같이 보기
- 유라실